# Jatropha oblanceolata
Jatropha oblanceolata là một loài thực vật có hoa trong họ Đại kích. Loài này được Radcl.-Sm. mô tả khoa học đầu tiên năm 1973 publ. 1974.